# Nechako Range
Nechako Range är ett berg i Kanada.   Det ligger i provinsen British Columbia, i den centrala delen av landet, 3 600 km väster om huvudstaden Ottawa. Toppen på Nechako Range är 1 177 meter över havet, eller 60 meter över den omgivande terrängen. Bredden vid basen är 0,79 km.
Terrängen runt Nechako Range är kuperad åt nordost, men åt sydväst är den platt. Trakten runt Nechako Range är nära nog obefolkad, med mindre än två invånare per kvadratkilometer.. Det finns inga samhällen i närheten.
I omgivningarna runt Nechako Range växer i huvudsak barrskog.